# 신가시역
신가시역(일본어: 新河岸駅, しんがしえき)은 일본 사이타마현 가와고에시에 있는 도부 철도 도조 본선 역이다. 역 번호는 TJ 20이다.

## 역사
- 1914년 6월 17일: 다카시나역으로 개통. 준급행 정차역이 됨.
- 1916년 10월 27일: 신가시역으로 역명 변경.
- 1920년 7월 27일: 도조 철도 도부 철도에 흡수 합병, 도부 철도 도조 선의 역이 됨.
- 1929년 10월 1일: 이케부쿠로 ~ 가와고에시 구간 전철화.
- 1953년 8월 21일: 가미후쿠오카 ~ 신가시 역 구간 복선화.
- 1954년 7월 21일: 신가시 ~ 가와고에 역 구간 복선화.
- 1959년 4월 1일: 증기 기관차의 운행 종료.
- 1967년 12월 1일: 일부 열차의 8량 운행 개시.
- 1986년 10월 21일: 화물 영업 전폐.
- 1987년 8월 25일: 제도고속도교통영단(현, 도쿄 지하철) 유라쿠초 선의 개통으로 본 노선과의 상호 직통 운행 열차 정차 개시.
- 2005년 3월 16일: 50000계 전동차의 영업 운전 개시.
- 2007년 3월 18일: 도부 철도에서 IC카드 "PASMO"의 이용 개시.
- 2008년 6월 14일: 도쿄 지하철 후쿠토신 선 개통으로 본 노선과의 상호 직통 운행 열차 정차 개시. TJ라이너, 쾌속급행이 설정되지만 통과역이 됨.
- 2009년 5월 18일: 발차 멜로디 사용 개시.
- 2013년 3월 16일: 도쿄 지하철 후쿠토신 선을 통해서 도쿄 급행 전철 도요코 선・요코하마 고속 철도 미나토미라이 선과 상호 직통 운전 개시. 쾌속이 설정되었지만 통과역이 됨.
- 2015년 1월 17일: 8000계 전차의 이케부쿠로 ~ 오가와마치 역 구간의 일반 영업 운행 종료.
- 2016년 3월 26일: 통근 급행이 폐지됨. 주간 준급이 증편되고, 주간 준급의 운행 구간이 신린코엔까지 연장됨.(아침 저녁은 전 구간에서 운행)
- 2017년: 교상역사화, 자유 통로의 정비 완료 예정. 니시구치, 히가시구치의 광장이 정비됨.

## 역 구조
섬식 승강장 1면 2선의 지상역이다. 역사는 선로의 서쪽에만 있고 승강장은 과선교에 의하여 연결된다. 배리어 프리 설비로서 에스컬레이터, 엘리베이터도 설치되어 있다. 역 동쪽 역사로 가려면 지하도 또는 건널목을 경유해야 한다.

### 승강장
| 번호 | 노선    | 방향 | 행선 |
| ---- | ------- | ---- | --- |
| 1    | 도조 선 | 하행 | 가와고에・사카도・신린코엔・오가와마치 방면 |
| 2    | 도조 선 | 상행 | 아사카다이・와코시・이케부쿠로 방면 유라쿠초 선 신키바・ 도쿄 지하철 후쿠토신 선 시부야・ 도큐 도요코 선 요코하마・ 미나토미라이 선 모토마치·주카가이 방면 |

- 2016년 3월 26일 다이어 개정 이후, 낮 시간대에 후쿠토신 선을 발착하는 열차는 당역에 정차하지 않게 되므로 당역과 후쿠토신 선 방면을 오가는 경우는에 와코시 역과 후지미노 역 등에서 환승이 필요하다.

## 역 주변
역전 로터리에 도큐 스토어가 있다. 2015년 도시 계획으로, 신가시 역 히가시구치 역전 광장과 신가시 역 자유 통로의 정비가 결정되었다.
선로 우회로인 지하도에는 지역 중학생들이 그린 벽화가 있다.
- 가와고에 시 다카시나 시민 센터
- 가와고에 시청 다카시나 출장소
- 가와고에 스나 우체국
- 다카시나 우체국
- 도부 북스 신가시점
- 사이타마 리소나 은행 신가시 출장소
- 무사시노 은행 신가시 지점

## 사진

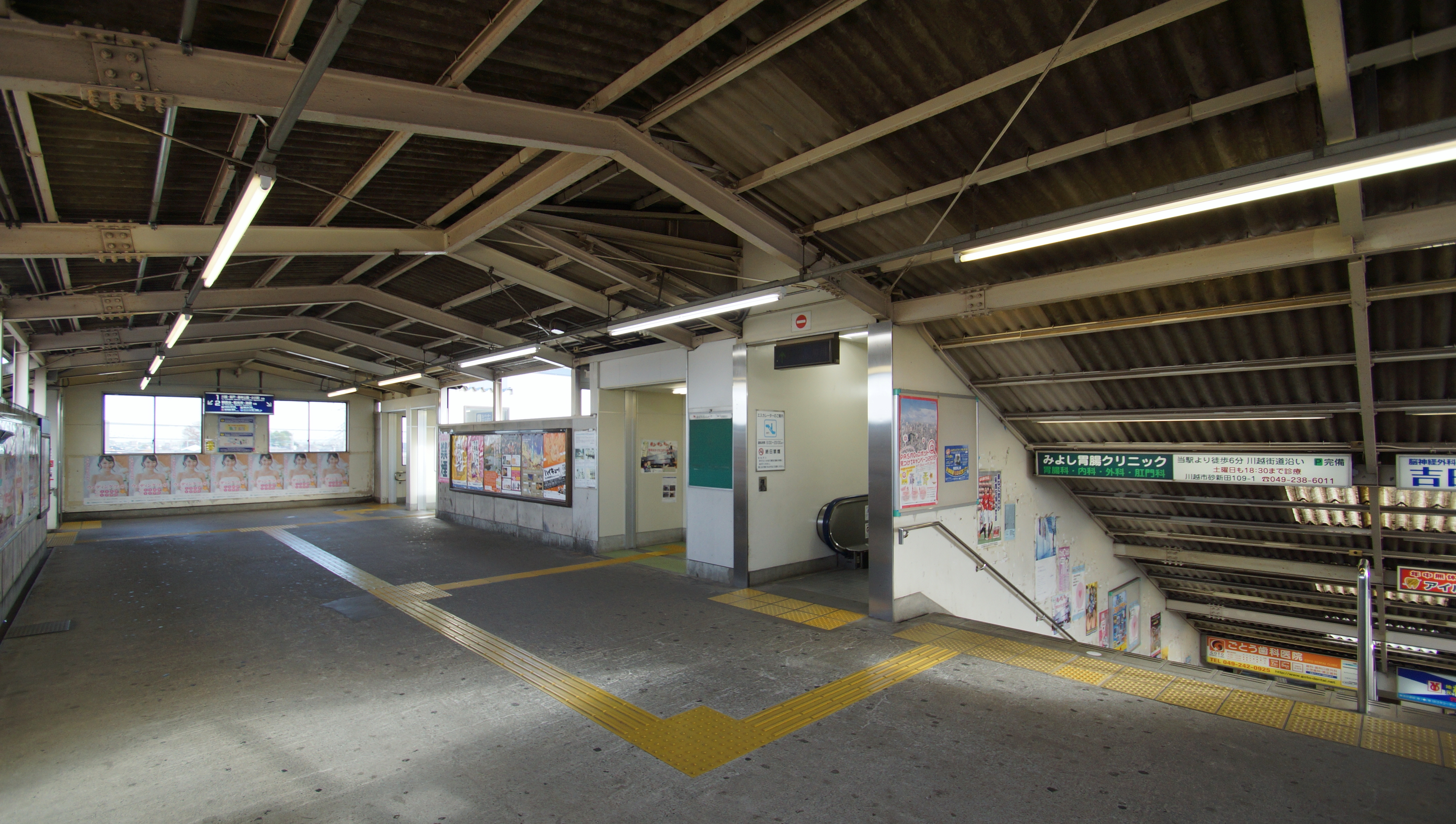
보행자 전용 계단
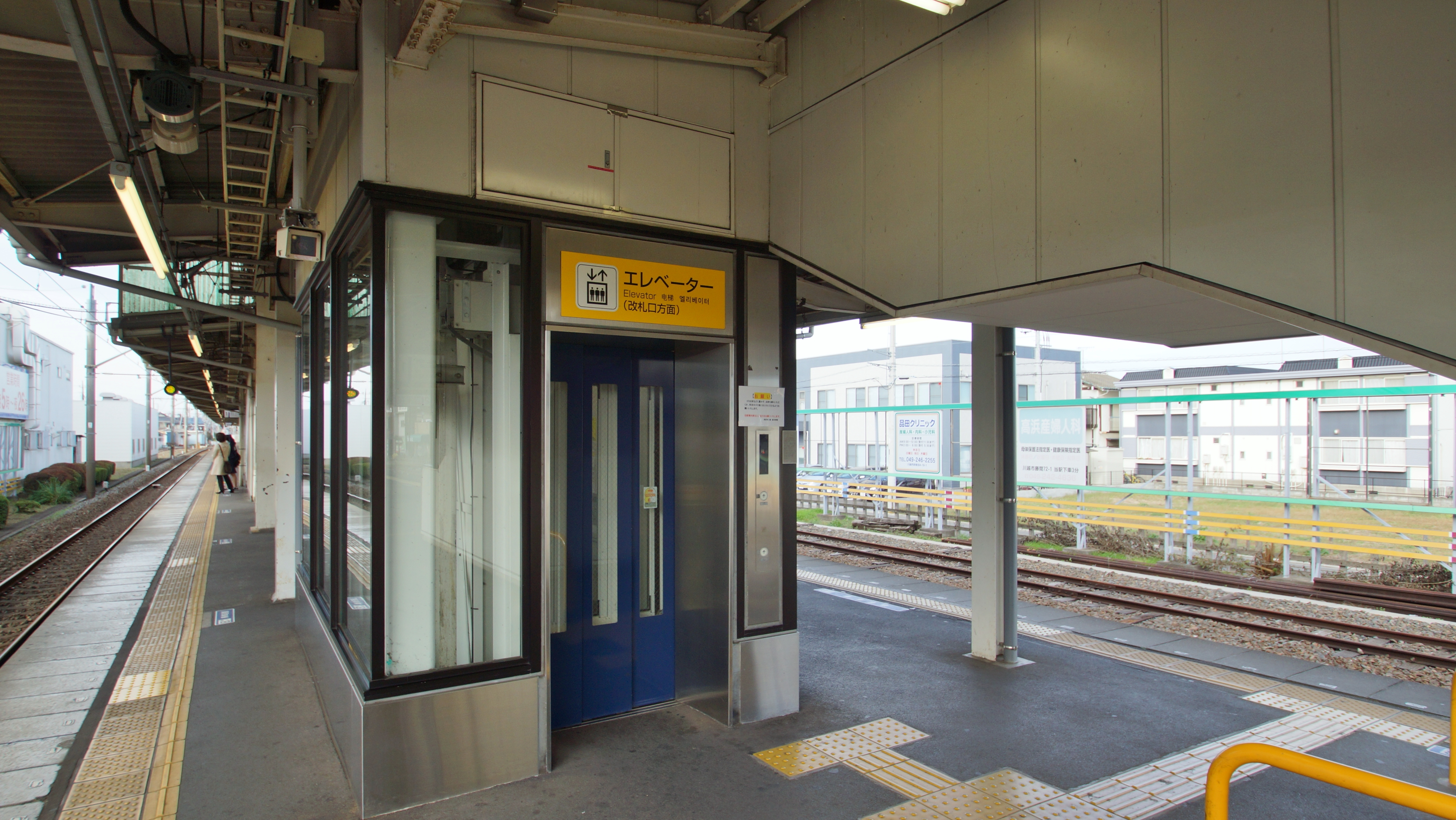
승강장 내 엘리베이터

## 인접역
| 도부 철도 도조 본선                | 도부 철도 도조 본선 | 도부 철도 도조 본선        |
| ---------------------------------- | ------------------- | -------------------------- |
| TJ 19 가미후쿠오카 이케부쿠로 방면 | ■ 준급 □ 보통       | 가와고에 TJ 21 요리이 방면 |